# 흥화학교
흥화학교(興化學校)는 민영환(閔泳煥)에 의해 설립된 근대사립학교이다. 심상과(尋常科)·특별과·양지과(量地科)로 나누고, 영어·일어·측량술을 가르쳤다. 민영환이 사망한 후 경영이 곤란하였으나, 황실과 학부(學部)의 보조 및 유지의 의연금으로 유지하다가 1911년에 폐교되었다.

## 연혁
- 1898년 11월 5일 : 개교